# 假癡不癲
「假癡不癲」是兵法三十六計的第廿七計。
原文為： 「寧偽作不知不為，不偽作假知妄為。靜不露機，雲雷屯也。」
按曰：「假作不知而實知，假作不為而實不可為，或將有所為。司馬懿之假病昏以誅曹爽，受巾幗假請命以老蜀兵，所以成功；姜維九伐中原，明知不可為而妄為之，則似癡矣，所以破滅。兵書曰：『故善戰者之勝也，無智名，無勇功。』當其機未發時，靜屯似癡；若假癲，則不但露機，則亂動而群疑。故假痴者勝，假癲者敗。或曰：假痴可以對敵，並可以用兵。
宋代，南俗尚鬼。狄青征儂智高時，大兵始出桂林之南，因佯祝曰：『勝負無以為據。』乃取百錢自持，與神約，果大捷，則投此錢盡錢面也。左右諫止，儻不如意，恐沮軍，青不聽。萬眾方聳視，已而揮手一擲，百錢旨面。於是舉兵歡呼，聲震林野，青亦大喜；顧左右，取百丁（釘）來，即隨錢疏密，布地而帖丁（釘）之，加以青紗籠，手自封焉。曰：『俟凱旋，當酬神取錢。』其後平邕州還師，如言取錢，幕府士大夫共祝視，乃兩面錢也。」